# Chez Nous (Belgique)
Pour les articles homonymes, voir Chez nous.
Chez Nous est un parti politique belge d'extrême-droite fondé par Jérôme Munier et Gregory Vanden Bruel en octobre 2021 présent en Wallonie. Pour sa première participation à un scrutin électoral, en 2024, Chez Nous a obtenu 2,8% des voix aux élections pour le Parlement wallon et 0,9% des voix aux élections fédérales.

## Positionnement politique et programme électoral
Le parti Chez Nous est classé à l'extrême-droite,,,,. Le politologue Benjamin Biard le définit comme un « parti ancré à l'extrême droite de l'échiquier politique en tant que formation populiste de droite radicale ou national-populiste ». Le parti est défini comme nationaliste, raciste et xénophobe.
On retrouve dans leur programme des slogans racistes avec un accent mis sur l'identité chrétienne et l'opposition à l’immigration. Une différence avec le programme du Vlaams Belang concerne l'écologie. « Chez Nous » se présente comme un défenseur de « l'écologie de terroir ».

## Histoire
Le parti, fondé par Jérôme Munier et Gregory Vanden Bruel en octobre 2021,,, rassemble notamment des anciens du MR, du Parti populaire (PP), et des Listes Destexhe,,,,. Chez Nous est soutenu par le Vlaams Belang et le Rassemblement national,, ainsi que par le Parti de la liberté (PVV).
Le parti a reçu du Rassemblement National et Jordan Bardella l'autorisation d'utiliser le sigle "FN" ainsi que la flamme tricolore belge. Ce dernier ne va cependant pas l'utiliser. Marine Le Pen lui refuse toutefois l'utilisation de sa propre image et dénonce ensuite un usage abusif de celle-ci par Chez Nous sur des tracts et des affiches. Fin mai 2024, le tribunal de première instance de Liège, saisi par Marine Le Pen, ordonne à l'ASBL La Ruche et à Jérôme Muniez de mettre fin à l'usage abusif de l'image de Marine Le Pen dans des tracts, publications et affiches, sous peine d'une astreinte de 2000 € par infraction. Le conflit entre les deux partis est également dû à la présence sur la liste de Chez Nous pour les élections européennes d'adversaires politiques et juridiques belges du RN contre lesquels Marine Le Pen avait porté plainte une dizaine d'années auparavant.
Selon le journaliste Manuel Abramowicz, le nom du parti provient du slogan « On est chez Nous » qu'il qualifie de raciste.
Selon Reinout Van Zandycke, expert en communication politique digitale, malgré la présence du cordon sanitaire, Chez Nous est le parti wallon le plus actif et le plus populaire sur les réseaux sociaux : de début 2023 à mai 2023 le parti a en effet dépassé les 316 000 interactions, dépassant le PTB avec 191 000 interactions. "Chez Nous" est également très actif sur les réseaux plébiscités par la jeunesse, à savoir Instagram et TikTok. Ce parti a également dépensé 9.472€ auprès de l'entreprise Meta .
En mars 2024, selon le bureau de consultance Gosselin&de Walque, Chez Nous est le troisième parti politique le plus influent sur les réseaux sociaux, derrière le Parti socialiste et le Mouvement réformateur. Chez Nous est suspecté d'acheter des faux comptes et des faux likes pour son compte Instagram afin d'augmenter artificiellement son influence perçue. Le nombre d'abonnés du compte et le nombre de likes de ses publications fluctuent fortement.

## Résultats électoraux
Pour sa première participation à un scrutin électoral, en 2024, Chez nous obtient 2,8% des voix aux élections pour le Parlement wallon et 0,9% des voix aux élections fédérales. Il demeure largement sous le seuil électoral (fixé à 5%) dans toutes les circonsriptions dans lesquelles il participe (uniquement en Wallonie pour les élections fédérales et uniquement dans le Hainaut et Liège pour les régionales), et n'obtient aucun élu.
| Circonscription      | Parlement Féderal Voix Nombre | Parlement Féderal Voix % | Parlement Wallon Voix Nombre | Parlement Wallon Voix % |
| -------------------- | ----------------------------- | ------------------------ | ---------------------------- | ----------------------- |
| Mons                 | -                             | -                        | 5.191                        | 3,74%                   |
| Charleroi-Thuin      | -                             | -                        | 11.843                       | 4,61%                   |
| Tournai-Ath-Mouscron | -                             | -                        | 8.932                        | 4,56%                   |
| Soignies-La Louvière | -                             | -                        | 5.830                        | 4,26%                   |
| Total Prov. Hainaut  | 22.039                        | 2,98%                    | 31.796                       | 4,36%                   |
| Huy-Waremme          | -                             | -                        | 4.731                        | 3,78%                   |
| Liège                | -                             | -                        | 14.922                       | 4,43%                   |
| Verviers             | -                             | -                        | 7.116                        | 4,54%                   |
| Total Prov. Liège    | 21.877                        | 3,46%                    | 26.769                       | 4,33%                   |
| Namur                | 9.595                         | 3,07%                    | -                            | -%                      |
| Brabant-Wallon       | 4.659                         | 1,82%                    | -                            | -%                      |
| Luxembourg           | 5.888                         | 3,36%                    | -                            | -%                      |
| Région Wallonne      | 64.058                        | 3,03%                    | 58.565                       | 2,83%                   |

## Réunions interdites
À sa création, le parti souhaite organiser un meeting, à Herstal, mais il est annulé malgré les autorisations déjà données par le bourgmestre,. À la suite de cette décision, le parti donne une conférence de presse, à Enghien, où chaque président de parti (Tom Van Grieken pour le Vlaams Belang et Jordan Bardella pour le Rassemblement national) prend la parole.
Le 4 février 2023, un meeting devait se tenir à Gilly dans la région de Charleroi ; il a toutefois été interdit par le bourgmestre Paul Magnette la veille de sa tenue programmée. Une deuxième réunion à Gilly est interdite le 30 mars 2023 pour risques de troubles à l'ordre public. À la suite de l'interdiction, le parti a tenté de tenir un meeting à Cuesmes, qui est interdit à son tour par le bourgmestre Nicolas Martin. Le 29 septembre 2023, la ville de Charleroi interdit un meeting réservé aux adhérents du parti qui devait se tenir le 1er octobre.

## Obstacles
Le journal flamand De Morgen résume les difficultés que Chez Nous rencontre en Wallonie :
- la présence du cordon sanitaire (tant médiatique que politique) ;
- la population généralement orientée à gauche, politiquement ;
- l'absence d'un écosystème d'extrême droite, contrairement à la Flandre (journaux, folklore, organisations, etc.)